# Cheyenne Botanic Gardens

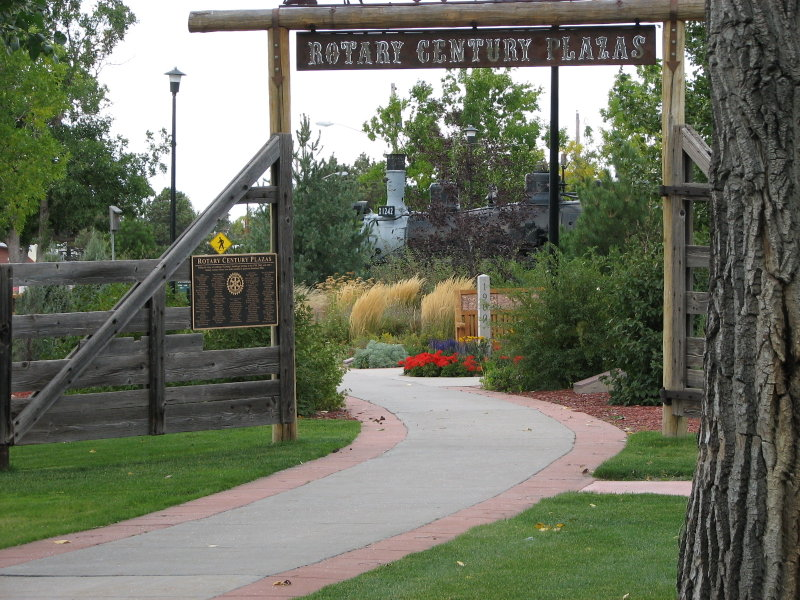
Cheyenne Botanic Gardens

De Cheyenne Botanic Gardens is de botanische tuin van Cheyenne, de hoofdstad van de Amerikaanse staat Wyoming.
De 3,6 ha grote tuin is gelegen in het Lions Park, zo'n acht km ten noordwesten van het stadscentrum op een hoogte van 1.900 m boven zeespiegel.  In de tuin bevinden zich drie broeikassen met een totale oppervlakte van 630 m², verwarmd met zonne-energie.